# لیو ون هوف
لیو ون هوف (انگلیسی: Lieve Van Hoof؛ زادهٔ ۱ ژانویهٔ ۱۹۷۹) استاد دانشگاه در زمینه اروپای دوران باستان در دانشگاه خنت اهل بلژیک است.